# Émile Badiane
Pour les articles homonymes, voir Badiane.
Émile Badiane (1915-1972) est un homme politique sénégalais, ancien maire, député et ministre. Il est une figure importante de l'histoire politique de la Casamance.

## Biographie
Émile Badiane est né en 1915 à Tendième (département de Bignona) dans une famille diola chrétienne. Il fréquente l'École normale William-Ponty. Présenté comme un élève brillant, il sort, en 1935, major de la dernière promotion formée à Gorée avant le transfert de l'école à Sébikhotane. Il devient instituteur et directeur d'école, d'abord à Podor dans le nord du pays, en 1943. Puis, en 1945, il obtient son affectation à Nyassia, à 20 kilomètres à l'ouest de Ziguinchor.
Après les promesses du président Senghor lors de sa visite en Casamance en décembre 1946, Émile Badiane et plusieurs autres leaders casamançais se réunissent dès le mois de janvier à Ziguinchor et, le 4 mars 1947, ils fondent à Sédhiou le Mouvement des forces démocratiques de Casamance (MFDC), dont est issu le mouvement indépendantiste des années 1980.
Lorsque Bignona est érigée en commune, Émile Badiane en est le premier maire. Son successeur sera Paul Ignace Coly.
De 1963 à 1972, il est responsable régional de l'UPS de Casamance.
Sous la présidence de Léopold Sédar Senghor, il est ministre de l'Enseignement technique et de la formation des cadres, puis ministre de la Coopération jusqu'à sa mort.
Il meurt brutalement le 22 décembre 1972 et est enterré à Tendième.

## Postérité
Le premier rond-point du Sénégal porte le nom d'Émile Badiane. Le lycée technique agricole de Bignona, un pont sur le fleuve Casamance à Ziguinchor, une avenue de Dakar proche du marché Sandaga, un boulevard de Kaolack – entre autres – portent son nom.

## Décoration
- Commandeur de l'ordre des Palmes académiques en qualité de « ministre de l'enseignement technique de la République du Sénégal à Dakar » (1961)[3]